# Водомар
Водомар (лат. Alcedo atthis) врста је птице из породице водомара и реда модроврана (лат. Coraciiformes). Насељава велики део Евроазије и крајњи север Африке.

## Опис
Водомар, има кратко, збијено тело, кратке ноге, кратак реп и широка крила. Глава му је велика и дуга око 4 cm, а врат кратак, кљун је дуг и шиљат. Боја перја мужјака са горње стране тела, се зависно од угла под којим светло пада на њега, креће од кобалтно до тиркизно плаве, на средини леђа налази се светлуцава азурно плава пруга. Перје око базе кљуна и иза очију је риђе боје, док је кљун црн. Ноге и стопала су светлоцрвене боје. Дужина тела је око 16 cm, а тежина се креће између 34 и 46 грама. Распон крила износи око 25 cm.
Женка изгледа скоро исто као мужјак, једина разлика је доња страна кљуна која је код женке риђа, док је код мужјака црна. Младунци су слични одраслим јединкама, али је перје на горњој страни тела једноличније и зеленије, док је на доњој страни тела блеђе. Кљун је црн, као и ноге. Водомар постепено митари између јула и новембра, при чему је потребно 90–100 дана да главна летна пера буду замењена и да израсту нова. Јединке које касно започну митарење могу да га зауставе док траје хладно зимско време.
Водомар лети брзо, право и обично ниско, мало изнад површине воде. У лету брзо покреће крила.

## Распрострањеност и станиште
Водомар насељава велике делове Европе, Азије и северне Африке, углавном јужно од 60° северне географске ширине. Нема га у горским подручјима и у пустињама, јер му је током целе године за живот потребна отворена водена површина. У западној и средњој Европи водомари су, уз ретке изузетке, станарице. Према истоку, удео селица у укупној популацији се повећава.
Водомар, живи уз бистре, споре или стајаће потоке и реке, као и уз језера, у којима лови мале рибе. Уз воду мора имати довољно погодних места које може користити као осматрачнице, као што су гране дрвећа и жбуња. Поред природних водених површина као што су реке, потоци и језера, лови и у разним каналима, рибњацима и сличним стаништима која је створио човек. Зими углавном насељава обале мора, где обично лови око ушћа река, око лука и уз камениту обалу. Популације у Тропима насељавају обале река које споро теку и потока обраслих мангровима, као и мочваре.
Водомар је важан део екосистема и добар индикатор здравља слатководних станишта. Највећа густина гнездећих птица постоји у стаништима са чистом водом, у којој постоји оптимална видљивост у води (па је и најлакше ловити плен), као и одговарајући број дрвећа и жбунова на обалама водених површина. Оваква станишта имају најбољи квалитет воде, што присуство великог броја јединки водомара потврђује. Мере које се предузимају са циљем побољшања протока воде у рекама и потоцима, могу да негативно утичу на станиште водомара, нарочито изградња бетонских обала, која доводи до смањења бројности рибе, водоземаца и водених гмизаваца, али и птица које живе уз њихове обале. Подноси одређени степен урбанизације под условом да вода у рекама остане чиста.
Станарица је у областима где је клима блага током целе године, док је у областима у којима зима траје дуго селица. Већина птица зимује у јужним деловима ареала у којима се лети гнезди, али део зимује у Африци и Југоисточној Азији. У току сеобе водомар углавном лети ноћу, а неке сибирске популације морају да прелете најмање 3.000 km од својих летњих до својих зимских станишта.

## Размножавање
Већина водомара живи у трајним паровима. Кад је година повољна, с пуно могуће ловине, неки мужјаци живе с две женке које истовремено, но на раздаљини од неколико километара, имају легла. Након ваљења младунаца, мужјак храни паралелно младунце оба легла. При томе, могућа је и појава више узастопних легла исте женке.
Између фебруара и марта водомари уз гласно дозивање лете дуж воде. Ако се сретне могући партнери, следи дуго заједничко летење тик изнад воде, па кроз шуму до изнад дрвећа. Врло ретко у томе учествује више од две птице. Након тога, мужјак запоседа могуће место за легло.

### Удварање и парење
У време удварања мужјак доноси мале рибе које уз наклањање пружа женки. Она их прихвата уз гласање и треперећи крилима. Ово храњење у оквиру удварања јача повезивање пара и служи процени партнера. Понекад, птице само седе на некој грани уз могуће место за легло, и изменично се оглашавају.
У време копања ходника и шупљине за легло која се налази на његовом крају, мужјак као дeо свадбеног ритуала, доноси рибице женки, а при крају припреме простора за легло, долази до парења. Пред парење, мужјак заузима импонирајући положај тако, да седи усправно с приљубљеним перјем, а крила обеси према напред. Тада узлеће иза женке, која своју спремност за парење често показује оглашавањем и готово водоравним прилегањем на грану, и слеће на леђа своје партнерке. Сад се мужјак хвата кљуном за перје на глави женке, и за неколико секунди саме копулације крилима одржава равнотежу. Након тога, најчешће следи купање. Копулација се, са уводним ритуалним храњењем женке или без њега, може понављати више пута дневно.

### Гнездо за легло
На некој окомитој или лагано према напред нагнутој стрмој обали од глине или чврстог песка која није превише премрежена корењем, почињу с копањем, по могућности у горњем делу обронка. Лагано узлазни тунел с проширењем на крају дуг је између 60 и 90 центиметара, а у пресеку овалан, висок око осам центиметара. Коморица на крају тунела има у промеру око 17 цм, а висока је око 12 цм. За разлику од тврде глине, у меком песку проширење може бити дуго и до 100 цм. Коморицу ничим не облажу, но ускоро се у њој накупе непробављиви остаци риба.
Пар седи на грани пред обронком, док мужјак изненадно не полети и пред местом које процењује погодним остане лебдети како би кљуном ударао по подлози. Након тога, враћа се на грану и чисти кљун од земље. Ускоро му се придружује и женка и заједно копају тунел и шупљину за легло. Једна птица остаје напољу на стражи, док је друга заузета копањем. Ископан материјал ногама избацују ван. Тек кад почне ископавање проширеног дела за легло, птица може из тунела изаћи главом према напред. Ако се код копања испречи камен или неки корен, птице или завојем тунела заобиђу препреку, или почну копање на другом месту. Градња може трајати две до три недеље. Завршено боравиште на улазу обележавају белим изметом.
Један пар понекад започне више тунела или чак ископа и доврши више таквих боравишта. Птице понекад након чишћења, користе старе, већ коришћена боравишта, при чему није важно да ли ју је раније ископао тај, или неки други пар. Често се и одлуче довршити ранијих година започето боравиште. Већина парова до краја марта или почетка априла има спремну одговарајуће боравиште.

### Полагање и брига о јајима
Женка полаже јаја пре подне, сваког дана по једно. Јаја су бела, глатка и готово округла (дужина око 2,2 цм, ширина око 1,9 цм). Првих дана су мало ружичаста, а касније постају порцелански бела. Тешка су око 4,3 грама, од чега је 5% љуска.
У Средњој Европи женка снесе 6 - 8 јаја, ретко више, а с лежањем на јајима почиње, смењујући се с мужјаком, тек кад снесе и последње јаје. Птица која седи на јајима, ноћу је то најчешће женка, седи у коморици главом окренута према улазном тунелу. Партнер који долази на своју „смену”, споља дозива птицу из гнезда, која након дозивања напушта легло и излази. Лежање на јајима траје 19 до 21 дан. Младунци углавном сви излазе из јаја истог дана, а кад сви изађу из јаја, љуске обично остају у гнезду. Понекад родитељи износе љуску ван, и испред боравишта их испуштају у воду.
Од свих започетих легала, 30 до 40% пропада. Велики део легала уништи подизање нивоа воде уз коју су коморице грађене, но и снажна киша може изазвати урушавање обале с леглима. Поред тога, снажне кише замуте воду, што јако отежава лов водомара, па младунци угину од глади. Одрасле птице могу преживети краћа раздобља без улова.
Неспретно смештена коморица може бити плен различитих грабљиваца, који „пљачкају” легла. И два или три сата боравка људи код улаза у гнездо може довести до губитка легла, јер се родитељи не усуђују ући у дупљу. Неколико дана након губитка легла, птице излегу поново 6 до 7 јаја, и поново леже на њима.

### Подизање младунаца
По изласку из јаја, младунци су голи и слепи. Родитељи их прво хране инсектима, а касније рибицама дугим 4 до 5 цм. Након 8 дана, избијају прве плавкасте патрљице на прсима, леђима и крилима младунаца. У доби од десетак дана, птићима се отварају очи. Сад је један од родитеља с младунцима још само ноћу. Након две недеље, птићи имају перје, али су пера још у прозирној овојници. Тешки су око 55 до 60 грама. Након три недеље, перје, осим мањих подручја на глави, губи ову овојницу.
Крајем маја до средине јуна, у доби од 23 до 28 дана, младунци излећу из легла. У почетку им родитељи, најчешће мужјак, доносе рибице и при томе их одвлаче све даље од легла. Убрзо почињу и сами ловити рибу. У том раздобљу угрожавају их копци и јастребови, али и шумска сова.
Након краћег удварања, у јуну односно јулу родитељи имају ново легло, и све се понавља како је већ наведено. Неки парови успевају извести и треће легло у сезони, тако да њихови младунци излећу крајем августа до краја септембра.
Анализе прстенованих птица показале су, да водомари имају високу стопу смртности. Тако између напуштања легла и идуће сезоне парења угиба око 80% јединки. Поред тога, око 70% одраслих птица угиба између две сезоне парења. Врло ретко јединке доживе три године. Изузеци стари 5 година су врло ретки. Ову високу стопу смртности водомари надокнађују високом стопом репродукције.